# Бруйце (Любуське воєводство)
Бруйце (пол. Brójce, нім. Brätz) — село в Польщі, у гміні Тшцель Мендзижецького повіту Любуського воєводства.
Населення — 996 осіб (2011).

## Демографія
Демографічна структура станом на 31 березня 2011 року:
|          | Загалом | Допрацездатний вік | Працездатний вік | Постпрацездатний вік |
| -------- | ------- | ------------------ | ---------------- | -------------------- |
| Чоловіки | 489     | 106                | 332              | 51                   |
| Жінки    | 507     | 106                | 292              | 109                  |
| Разом    | 996     | 212                | 624              | 160                  |